# Amobia signata
Amobia signata är en tvåvingeart som först beskrevs av Johann Wilhelm Meigen 1824.  Amobia signata ingår i släktet Amobia och familjen köttflugor. Arten är reproducerande i Sverige. Inga underarter finns listade i Catalogue of Life.